# Ратни крст 1941.
Ратни крст 1941. је последње одликовање које је основао краљ Петар II, 6. септембра 1943. године, на свој двадесети рођендан.

## Историја
Додељиван је у једном степену за војне заслуге, за помоћ и подршку указану краљу и отаџбини, односно краљевској влади у избеглиштву, као и ратном напору припадника Југословенске краљевске војске у отаџбини и изван ње.
У реверсу је портрет генерала Драгољуба Михаиловића.

## Одликовани
- Жил Пиоле - француски поручник који је сабљом оборио Владу Черноземског са аута приликом Марсељског атентата. Постхумно одликован од стране Петра II Карађорђевића 9. октобра 1966, на 32. годишњицу атентата.[1]